# Пресидио (Техас)
Пресидио (англ. Presidio) — город в штате Техас, США.

## География
Город Пресидио находится на крайнем юго-западе штата Техас, на его границе с Мексикой, и лежит напротив мексиканского города Охинага. Пресидио входит в одноимённый округ (Пресидио), административным центром которого является город Марфа. Город Пресидио расположен на северном берегу реки Рио-Гранде, близ национальных парков Биг-Бенд и Форт-Литон.

## История
Первые индейские поселения появились в районе нынешнего Пресидио около 1200 года. Местные жители занимались тогда преимущественно земледелием. В 1535 сюда пришли испанцы под руководством Альвара Нуньеса Кабесы де Вака. Они устанавливают на горе крест и называют индейское поселение Ла-Хунта-де-лас-Крусес. Название поселения в течение последующих веков неоднократно менялось. В 1760 году в городке размещается колониальный гарнизон в количестве 60 солдат. В 1830 году вокруг Ла-Хунта-дель-Рио (тогдашнее название Пресидио) учреждается округ Пресидио-дель-Норте. Американцы США начинают здесь селиться уже после войны с Мексикой 1848 года, когда эта территория переходит к США.
В 2010 году в Пресидио был установлен для производства энергии самый крупный в мире серно-натриевый аккумулятор.

## Демография
Население города составляет 4137 человек (на 2000 год). В национально-расовом отношении 83,39% из них — белые американцы, 0,14% — индейцы, 0,1% — негры. 94,12% из них — испаноязычные американцы. Средний возраст горожан — 28 лет. 43% местных жителей обладают доходами ниже официального уровня бедности.